# Ати-Атихан

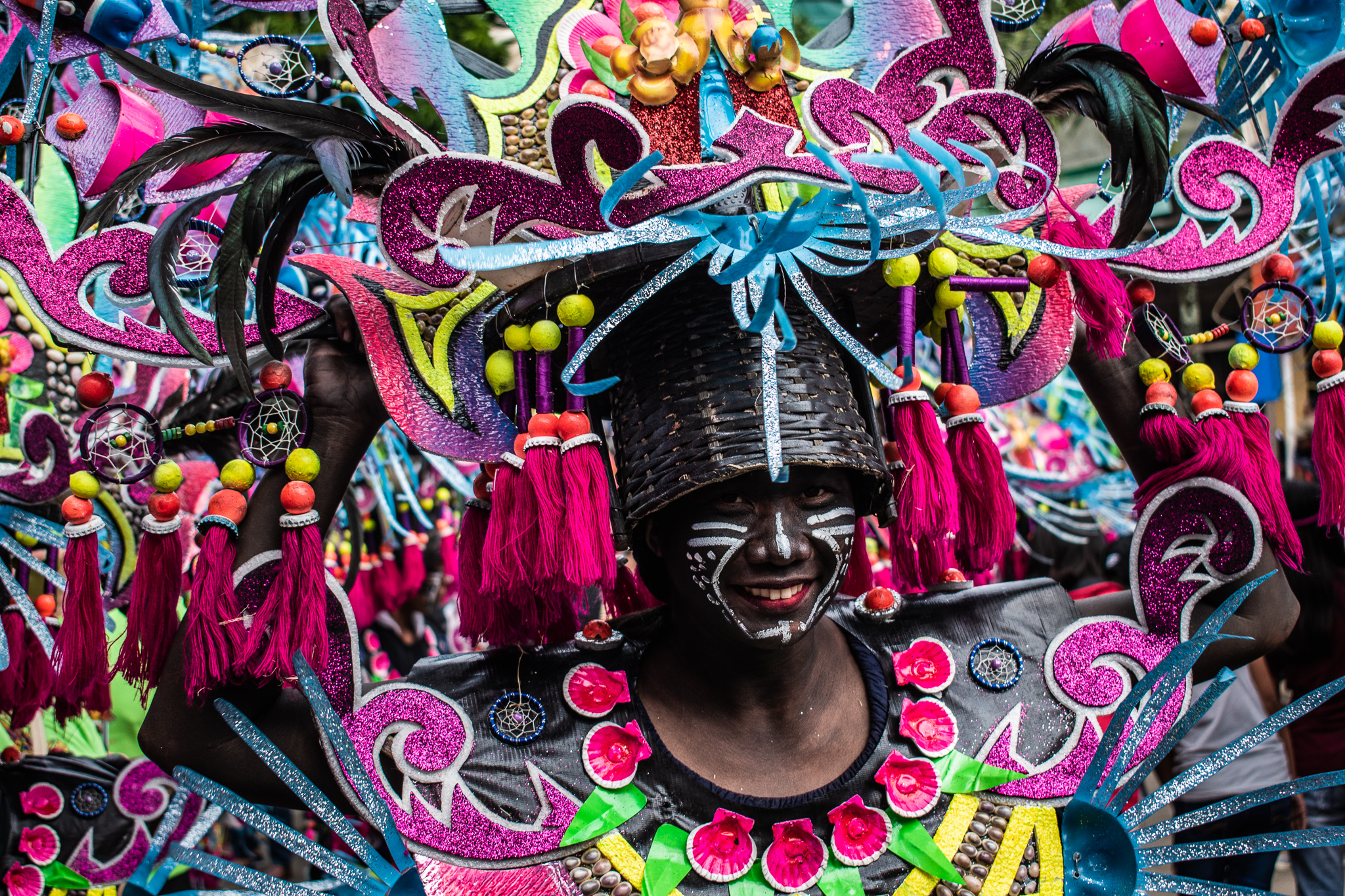
Фестиваль Ати-Атихан, 2020 год

Ати́-Ати́хан (Ati-Atihan Festival) — филиппинский ежегодный фестиваль, который проводится на острове Панай в городе Калибо, провинция Аклан в январе. Фестиваль начинается во второе воскресенье января и длится всю третью неделю месяца. Празднование сопровождается исполнением народных танцев и музыки. Участники фестиваля наряжаются в традиционные костюмы и красят свои лица в чёрный цвет.

## Происхождение праздника
В XIII веке на остров Панай прибыли светлокожие малайские поселенцы с острова Калимантан. Они купили у местного негритосского племени Ати небольшой участок земли и получили право селиться в долине. Однажды у племени Ати случился неурожай, и Ати попросили еды у малайцев. Малайцы протянули руку помощи своим соседям. Ати устроили праздник с песнями и танцами в знак дружбы. Малайцы покрасили лица в чёрный цвет в честь Ати и присоединились к празднику.
Когда на остров прибыли испанцы, в праздник влились некоторые католические элементы, в том числе почитание Святого Младенца (Младенец Иисус из Себу).